# 水牛城 (北卡羅萊納州)
水牛城（英語：Buffalo City）是位於美國北卡羅萊納州戴爾縣的鬼鎮。

## 歷史
水牛城的郵局於1889年設立，其後於1947年停運。

## 地理
水牛城所處的海拔為高於海平面1米（即3英呎），而該地所採用的時區為UTC-5，即北美东部时区（EST）。同時該地設有夏令時間，為UTC-5調快一小時，即UTC-4（EDT）。